# 도널드 트럼프 암살 미수 사건
도널드 트럼프 암살 미수 사건(영어: Attempted assassination of Donald Trump)은 2024년 7월 13일 미국 펜실베이니아주 버틀러에서 전직 미국 대통령이자 2024년 미국 대통령 선거 후보인 도널드 트럼프가 총격을 당한 사건이다. 이번 총격 사건은 암살 시도로 조사되고 있다. 전·현직 미국 대통령이나 대선 후보가 암살 시도로 부상을 입은 것은 1981년 당시 미국 대통령이었던 로널드 레이건이 피격된 이후 처음이다.

## 배경

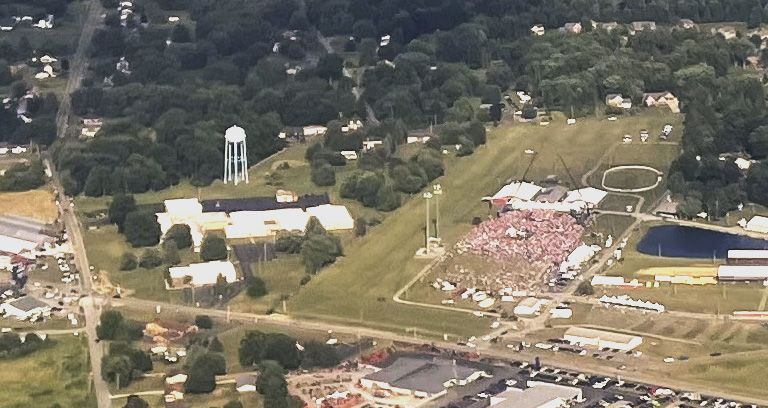
범인이 올라간 건물(왼쪽)과 연설 당일 버틀러팜 선거유세장(오른쪽). 촬영 10분 전

사건이 일어난 시점에서 전직 미국 대통령 도널드 트럼프는 2024년 미국 대통령 선거 공화당 후보로 사실상 확정된 상태였다.
트럼프 유세 참석자들은 무기 검사를 받은 상태였으며, 공화당 버틀러군 지역위원장 제임스 E. 헐링스는 유세에 약 50,000 명이 참가했다고 밝혔다. 유세는 트럼프 대통령 선거 캠페인의 일부로서 스윙 스테이트인 펜실베이니아주에서 표를 모을 목적으로 열렸다. 총격은 2024년 공화당 전당대회 개최 예정일 이틀 전에 발생했다.

## 사건

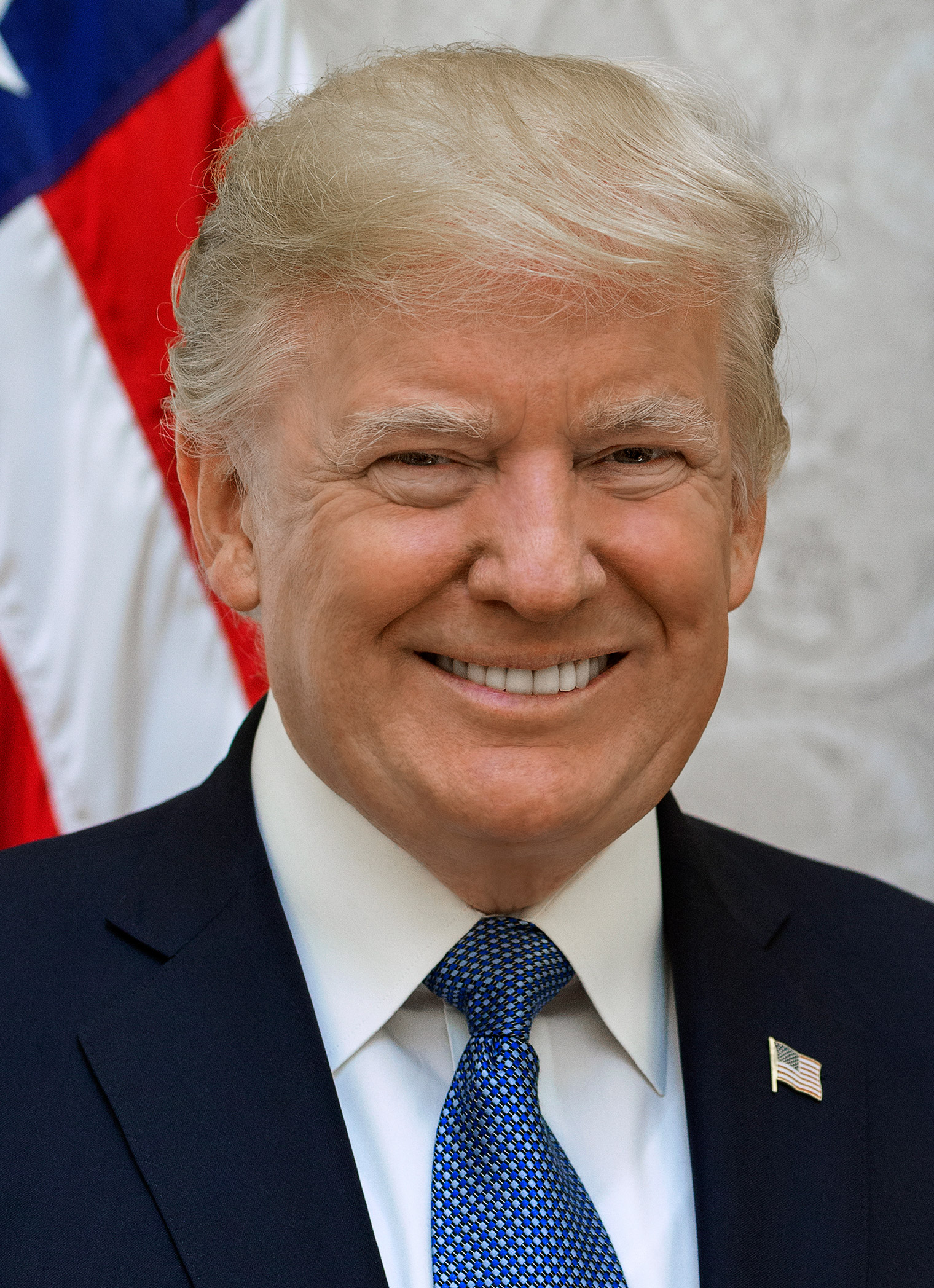
도널드 트럼프 전 미국 대통령, 2017년 백악관

도널드 트럼프(검은 점), 토머스 매슈 크룩스(붉은 점), 비밀경호국 공격대응팀(파란 점)의 대략적인 위치를 표시한 지도

트럼프는 유세를 진행하던 중 연설을 시작한지 6분 후인 동부 표준시 오후 6:11에 피격당했다. 가해자인 토머스 매슈 크룩스는  AR-15형 소총으로 총알 여러 방을 유세 현장을 향해 난사했다. 크룩스는 소지품 검사를 피하기 위해 트럼프로부터 200 ~ 400 피트 (61 ~ 122 m) 북쪽에 위치한 창고 옥상에서 사격했다. 크룩스는 사격 직후 비밀경호국 공격대응팀 저격수에게 제거되었다.
총알은 트럼프 오른쪽 귀 상부를 관통했으며, 트럼프는 피격 직후 웅크렸다.  비밀경호국 요원들은 트럼프를 향해 달려가  보호했다. 엎드리고 25초 후, 트럼프는 귀와 얼굴에서 피를 흘리고 있는 상태에서 주먹을 치켜들었으며 청중들은  일제히 "USA!"를 외치며 호응했다. 이후 트럼프는 경호진에 둘러싸인 채로 차로 이동했으며, 이후 차를 타고 가까운 병원으로 옮겨졌다.  유세 참석자 중 3명 이상이 총탄에 피격당했으며, 그 중 1명은 사망하고 2명은 중상을 입었다. 부상자 중 한명은 외야에 있던 왼손잡이였다. 연방 하원의원 로니 잭슨은 폭스 뉴스에서 총알이 조카 목을 스쳤다고 밝혔다.

## 가해자
2024년 7월 14일 FBI는 총격범 정체를 20세 백인 남성 토머스 매슈 크룩스로 파악했다. 크룩스는 범행 현장에서 1시간 거리에 위치한 도시인 베설파크 거주자로, 크룩스는 2022년 베설 파크 고등학교를 졸업했으며, 당해에 전국 수학 및 과학 운동로부터 장학금 500달러를 받았다. 또한 크룩스의 고등학교 동창들에 의하면 크룩스는 학창시절 혼자 다녔으며, 괴롭힘을 당했다고 한다. 전과는 없었다.
크룩스는 공화당 당적이 등록된 상태였으며 조 바이든 대통령 취임식이 열렸던 2021년 1월 20일 민주당의 후원 플랫폼인 액트블루를 통해 15달러를 기부한 적 있었다. 크룩스는 2022 펜실베이니아주 선거에서 마지막으로 투표했다.
현재 명확한 범행 동기는 파악되지 않았다.
해당 용의자 차량과 집에서 폭발물이 발견되었다.

## 사상자

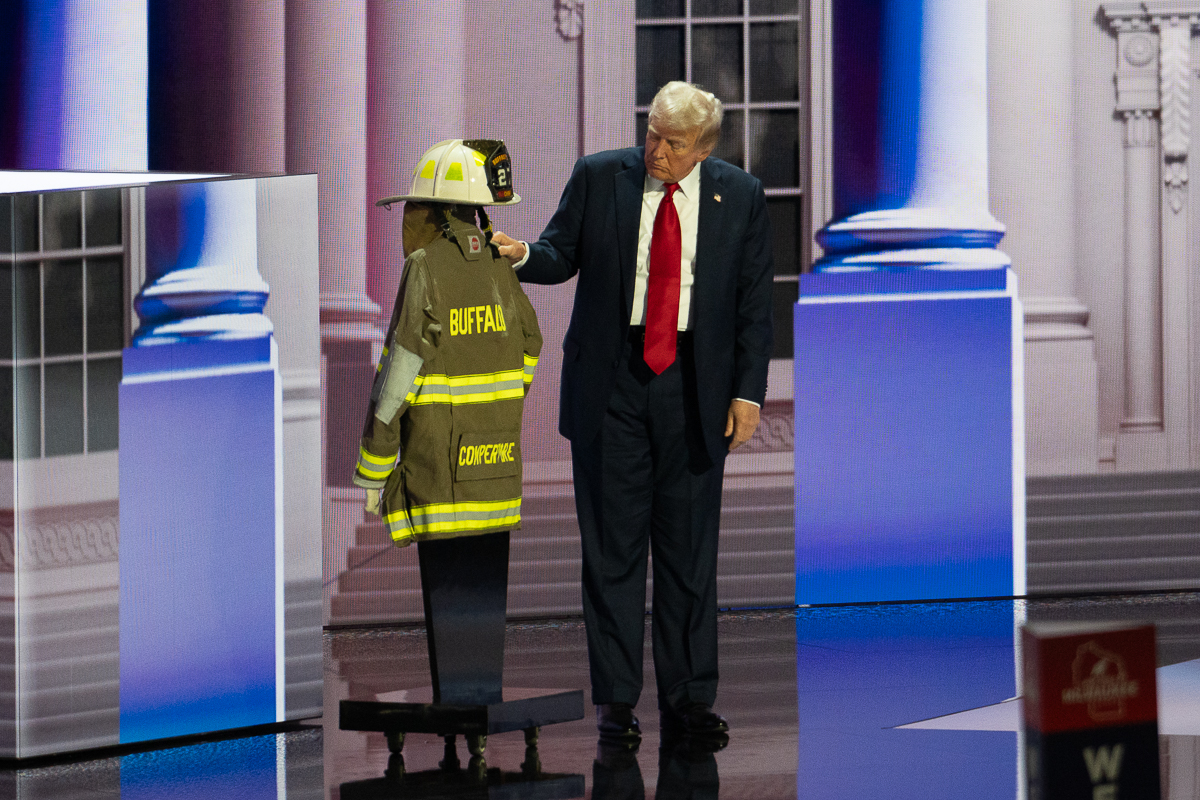
7월 18일에 열린 2024년 공화당 전당대회에서 총격 사건 중 사망한 코리 콤페라토레의 소방복을 살펴보고 있는 도널드 트럼프

연방 및 지방 관리들은 용의자 총격범과 집회 참석자 1명이 사망하고 참석자 2명이 중상을 입었다고 밝혔다. 사망한 집회 참석자는 50세 남성의 코리 콤페라토레(Corey Comperatore)였으며 그는 전직 소방관이었다.

## 반응

### 미국의 반응
조 바이든 대통령은 총격이 발생한 후 약 2시간 뒤 델라웨어주에서 대국민담화를 가졌다.
우리는 이런 일이 일어나는 것을 용납할 수 없습니다. 미국에 이런 폭력이 있다는 생각은 전례가 없는 일입니다.— 조 바이든 대통령

### 주요국의 반응
대한민국
윤석열 대한민국 대통령은 X(구 트위터)에 영문으로 글을 게재했다.
I am appalled by the hideous act of political violence. I wish former President Trump a speedy recovery. The people of Korea stand in solidarity with the people of America.
끔찍한 정치 폭력에 충격을 금할 수 없습니다. 트럼프 전 대통령의 조속한 쾌유를 기원합니다. 한국 국민들은 미국 국민들과 함께 합니다.— 윤석열 대통령

 캐나다
쥐스탱 트뤼도 캐나다 총리는 X(구 트위터)에 영문으로 글을 게재했다.
매우 역겨운 일이 일어났습니다. 정치적 폭력은 용납되어선 안 됩니다. 트럼프 전 대통령과 행사장에 있던 모든 이들, 그리고 미국인들에게 위로를 전합니다.— 쥐스탱 트뤼도 총리

 영국
키어 스타머 영국 총리는 X(구 트위터)에 영문으로 글을 게재했다.
충격적인 장면에 매우 놀랐습니다. 어떤 형태의 정치적 폭력도 우리 사회에서는 설 자리가 없습니다. 내 마음은 이번 공격의 희생자 모두와 함께합니다.— 키어 스타머 총리

## 같이 보기
- 도널드 트럼프가 주먹을 치켜든 사진
- 로베르트 피초 피격 사건
- 박근혜 피습 사건
- 이재명 피습 사건
- 배현진 피습 사건